# Casa Batlle (Castissent)
La Casa Batlle és una masia del poble de Castissent, a l'antic terme de Fígols de Tremp, pertanyent actualment al municipi de Tremp. Està situada al sud-sud-est del turó on hi ha l'església de Castissent, al costat de Casa Caçador i al sud del lloc on hi havia hagut Casa Aiguader, a prop del límit del terme municipal, fronterer amb Sant Esteve de la Sarga, a la zona de Mont-rebei. Casa Batlle té annexa la capella de la Mare de Déu de Montserrat.
És un conjunt format per l'habitatge i construccions d'ús agrícola i ramader com ara els corrals, una era, un pou i una capella. L'habitatge és de planta quadrangular i consta planta baixa, pis i golfes amb annexes adossats. L'aparell és de pedra del país sense treballar rejuntada amb fang. El parament es mostra sense arrebossar. Les obertures estan distribuïdes sense ordre. La porta d'accés és d'arc adovellat rebaixat. La clau de volta presenta una inscripció amb el nom de la casa i la data 1700. Al primer pis hi ha un balcó amb barana de ferro i una finestra amb llinda de fusta. A l'est de la casa hi ha una capella amb el mateix tipus d'aparell que la casa. La porta d'accés és un arc de grans dovelles ben treballades. Per sobre la porta hi ha una finestra rectangular. La coberta, amb ràfec, és a doble vessant i construïda amb embigat de fusta i lloses.